# Internationale Mahn- und Gedenkstätten
Unter dem Namen Internationale Mahn- und Gedenkstätten wurde von der Deutschen Post der DDR von 1963 an jährlich mindestens eine Sondermarke ausgegeben. Diese Briefmarken erschienen fast alle in den Monaten August, September und Oktober der Ausgabejahre und damit in der zeitlichen Nähe des 1. Septembers, des Datums des Überfalls auf Polen durch das Nationalsozialistische Deutsche Reich. Im Jahr 1990, dem Jahr der Deutschen Wiedervereinigung, gab es kein neues Motiv mehr; die Briefmarkenausgaben dieses Jahrgangs zeigten eher unpolitische Motive.
Die abgebildeten Motive stellen oft Mahnmale gegen die Gräuel des Zweiten Weltkrieges dar. Die Wertstufen der Marken entsprachen regelmäßig dem Porto für Auslandspostkarten und -briefe in nichtsozialistische Länder, so dass damit das Selbstverständnis der DDR als antifaschistischer Staat mit postalischen Mitteln besonders in diesem Bereich des Auslandspostverkehrs dokumentiert werden sollte.

## Liste der Ausgaben und Motive
Legende
- Bild: Eine bearbeitete Abbildung der genannten Marke. Das Verhältnis der Größe der Briefmarken zueinander ist in diesem Artikel annähernd maßstabsgerecht dargestellt. Sollten keine Marken abgebildet sein, liegt es daran, dass das Urheberrecht des Künstlers noch nicht erloschen ist.
- Beschreibung: Eine Kurzbeschreibung des Motivs und/oder des Ausgabegrundes. Bei ausgegebenen Serien oder Blocks werden die zusammengehörigen Beschreibungen mit einer Markierung versehen eingerückt.
- Wert: Der Frankaturwert der einzelnen Marke in Pfennig. Ein „+“ bedeutet, dass es sich um eine Zuschlagsmarke handelt (= Frankaturwert + Spende).
- Ausgabedatum: Das Datum des erstmaligen Verkaufs dieser Briefmarke.
- Auflage: Soweit bekannt, wird hier die zum Verkauf angebotene Anzahl dieser Ausgabe angegeben.
- Entwurf: Soweit bekannt, wird hier angegeben, von wem der Entwurf dieser Marke stammt.
- Mi.-Nr.: Diese Briefmarke wird im Michel-Katalog unter der entsprechenden Nummer gelistet.

| Bild | Beschreibung | Wert | Ausgabe- datum     | Auflage   | Entwurf                             | Mi.-Nr. |
| ---- | --- | ---- | ------------------ | --------- | ----------------------------------- | ------- |
|      | Denkmal mit Flammenschale, Treblinka - Vernichtungslager Treblinka                                                                                                  | 20   | 20. August 1963    | 8.000.000 | Horst Weiß                          | 975     |
|      | Denkmal in der Mahn- und Gedenkstätte Leningrad (Sankt Petersburg) - Piskarjowskoje-Gedenkfriedhof                                                                  | 25   | 12. August 1964    | 2.500.000 | Horst Weiß                          | 1048    |
|      | Mahnmal Putten (Niederlande) - Fall Putten | 25   | 19. Oktober 1965   | 3.000.000 | Horst Weiß                          | 1141    |
|      | Mahnmal der Gedenkstätte Oradour-sur-Glane, Ruinen des Dorfes, französische Nationalfarben - Massaker von Oradour                                                   | 25   | 9. September 1966  | 7.000.000 | Horst Weiß                          | 1206    |
|      | Figuren des Mahnmals Kragujevac (Serbien) - Massaker von Kraljevo und Kragujevac                                                                                    | 25   | 20. September 1967 | 4.000.000 | Horst Weiß                          | 1311    |
|      | Mahnmal Fort de Breendonk, (Belgien) - Auffanglager Breendonk | 25   | 10. Oktober 1968   | 4.500.000 | Horst Weiß                          | 1410    |
|      | Figurengruppe des Mahnmals Kopenhagen, Ryvangen - Holger Danske (Widerstandsgruppe)                                                                                 | 25   | 28. Oktober 1969   | 3.500.000 | Manfred Gottschall und Joachim Rieß | 1512    |
|      | Mutter Heimat, Skulptur des sowjetischen Ehrenmals in Berlin-Treptow - Sowjetisches Ehrenmal (Treptower Park)                                                       | 25   | 2. September 1970  | 3.500.000 | Hans Detlefsen                      | 1604    |
|      | Mahnmal Wiltz, Luxemburg - Nationaalt Streikmonument | 25   | 5. Oktober 1971    | 4.000.000 | Hans Detlefsen                      | 1705    |
|      | Denkmal für den gemeinsamen Kampf der polnischen Soldaten und deutschen Antifaschisten, Berlin - Volkspark Friedrichshain                                           | 25   | 24. Oktober 1972   | 4.000.000 | Platzer                             | 1798    |
|      | Mahnmal in der Mahn- und Gedenkstätte Langenstein-Zwieberge - KZ Langenstein-Zwieberge                                                                              | 25   | 18. September 1973 | 4.000.000 | Hans Detlefsen                      | 1878    |
|      | Mahnmal in den Ardeatinischen Höhlen bei Rom - Massaker in den Ardeatinischen Höhlen                                                                                | 35   | 24. September 1974 | 3.000.000 | Hans Detlefsen                      | 1981    |
|      | Nationales Monument zum Gedenken der Helden der Résistance bei Châteaubriant, Frankreich - Erschießung von 27 Geiseln                                               | 35   | 24. September 1974 | 3.500.000 | Hans Detlefsen                      | 1982    |
|      | Figur von Fritz Cremer, Mahnmal in Wien - Zentralfriedhof Wien | 35   | 14. Oktober 1975   | 3.500.000 | Lothar Grünewald                    | 2093    |
|      | Figurengruppe im Mahn- und Ehrenmal Budapest | 35   | 5. Oktober 1976    | 4.500.000 | Lothar Grünewald                    | 2169    |
|      | Sowjetisches Ehrenmal Berlin-Schönholz - Sowjetisches Ehrenmal (Schönholzer Heide)                                                                                  | 35   | 20. September 1977 | 3.500.000 | Joachim Rieß                        | 2262    |
|      | Denkmal der DDR: O Deutschland bleiche Mutter in der Mahn- und Gedenkstätte Mauthausen, Österreich von Fritz Cremer - O Deutschland bleiche Mutter (Bertolt Brecht) | 35   | 5. September 1978  | 3.500.000 | Lothar Grünewald                    | 2356    |
|      | Figurengruppe in der Mahn- und Gedenkstätte Mittelbau-Dora bei Nordhausen - Konzentrationslager Dora                                                                | 35   | 28. August 1979    | 3.500.000 | Hans Detlefsen                      | 2451    |
|      | Mahnmal in der Gedenkstätte Majdanek (Polen) - KZ Majdanek | 35   | 26. August 1980    | 3.500.000 | Joachim Rieß                        | 2538    |
|      | Ehrenmal für die antifaschistischen Widerstandskämpfer, Saßnitz - Geschichtsdenkmale in Sassnitz                                                                    | 35   | 8. September 1981  | 3.500.000 | Hans Detlefsen                      | 2639    |
|      | Denkmal Auschwitz-Birkenau - KZ Auschwitz-Birkenau - Staatliches Museum Auschwitz-Birkenau                                                                          | 35   | 7. September 1982  | 4.000.000 | Hans Detlefsen                      | 2735    |
|      | Monument „Mutter Heimat“ auf dem Mamajew-Hügel bei Wolgograd - Vermutlich 30.000 Tote beim Kampf um diesen Hügel                                                    | 35   | 4. Oktober 1983    | 4.000.000 | Manfred Gottschall                  | 2830    |
|      | Widerstandskämpfer in der Mahn- und Gedenkstätte im Georg-Schumann-Bau der TU Dresden - Gedenkstätte Münchner Platz Dresden                                         | 35   | 18. September 1984 | 4.000.000 | Hans Detlefsen                      | 2897    |
|      | Ehrenmal in der Gedenkstätte der Befreiung auf den Seelower Höhen (Brandenburg) - Gedenkstätte Seelower Höhen                                                       | 35   | 16. April 1985     | 4.000.000 | Hilmar Zill                         | 2939    |
|      | 25 Jahre Mahn- und Gedenkstätte Sachsenhausen - Figurengruppe vor Stele in der Gedenkstätte im KZ Sachsenhausen                                                     | 35   | 23. September 1986 | 4.000.000 | Hans Detlefsen                      | 3051    |
|      | Skulptur in der Mahn- und Gedenkstätte Budapest | 35   | 8. September 1987  | 3.500.000 | Manfred Gottschall                  | 3122    |
|      | Denkmal für die europäische Widerstandsbewegung gegen Faschismus in Como, von Gianni Colombo                                                                        | 35   | 13. September 1988 | 3.500.000 | Hans Detlefsen                      | 3196    |
|      | 30 Jahre Mahn- und Gedenkstätte Buchenwald - Denkmal auf dem Ettersberg bei Weimar von Fritz Cremer                                                                 | 10   | 13. September 1988 | 8.000.000 | Hans Detlefsen                      | 3197    |
|      | 30 Jahre Mahn- und Gedenkstätte Ravensbrück - Fritz Cremer: Müttergruppe Ravensbrück                                                                                | 35   | 5. September 1989  | 3.500.000 | Joachim Rieß                        | 3274    |